# Société des transports de Dunkerque et extensions
La Société des transports de Dunkerque et extensions (STDE) est la société exploitante du réseau de transport en commun qui dessert l'agglomération de Dunkerque.

## Organisation

### Autorité organisatrice
La communauté urbaine de Dunkerque est l’autorité organisatrice des transports urbains depuis 1998. À ce titre, elle décide de l’organisation du réseau exploité par DK’Bus : création ou modification de lignes, services spécialisés…
Le réseau est constitué, depuis le 1er septembre 2022, de six lignes Chrono, de cinq lignes directes, de cinq lignes de connexion, de deux lignes Noctibus, de circuits scolaires et des services de transports à la demande (Taxibus de nuit, Étoile, Handibus).
La communauté urbaine de Dunkerque décide aussi de la tarification : réductions accordées aux scolaires, aux personnes âgées ou handicapées, tarification sociale modulée en fonction des ressources. Depuis le 1er septembre 2018, la communauté urbaine a décidé de rendre gratuit l'accès au réseau aussi bien pour les résidents que pour les non-résidents.
Après avoir atteint en 2004 l’objectif de 50 % des bus utilisant le gaz naturel, le parc de véhicules s’est encore renouvelé et modernisé en 2005, en particulier pour mettre en place le service de transports à la demande et l’étendre sur l’ensemble du territoire communautaire.

### Exploitant
L'exploitation est confiée à la Société des transports de Dunkerque et extensions (STDE), société filiale de Transdev. STDE est liée à l'agglomération par un contrat de délégation de service public (DSP).
STDE, assure la gestion du réseau et veille à son bon fonctionnement et met en œuvre tous les éléments susceptibles de contribuer au développement de l'utilisation des transports en commun : formation du personnel, démarche qualité, politique commerciale, études générales.

### Intercommunalité
La communauté urbaine de Dunkerque, qui regroupe les 17 communes de l'agglomération dunkerquoise, est desservie par le réseau.

## Histoire

### Le tramway

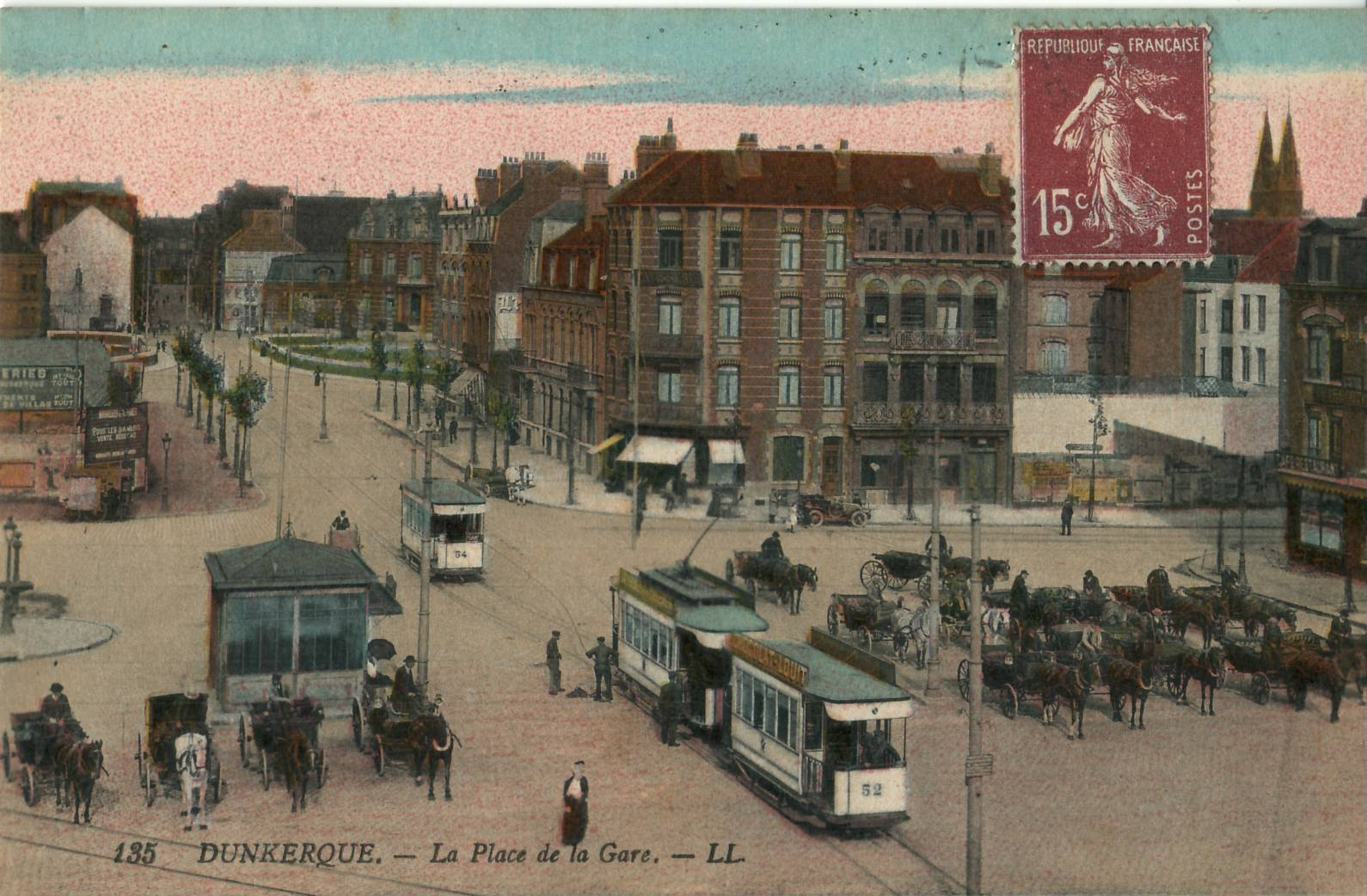
Le Tramway de Dunkerque place de la Gare, avant la Première Guerre mondiale

- 12 août 1873 : le conseil municipal dunkerquois approuve l’implantation d’une voie de tramway
- 13 juin 1880 : inauguration officielle de la première ligne de tramway hippomobile entre la gare de Dunkerque et la plage
- 11 janvier 1896 : un tramway roule pour la première fois entre la gare de Dunkerque et la mairie de Saint-Pol-sur-Mer
- 17 juillet 1898 : un tramway hippomobile roule entre Dunkerque et la gare de Rosendaël, elle est raccordée à celle établie entre la gare de Dunkerque et le Kursaal
- 1900 : mise en service du premier tramway omnibus à Coudekerque
- 2 juillet 1903 : le premier tramway électrique circule entre la gare de Dunkerque et Malo ou Rosendaël
- 1914-1918 : le réseau subit des dégâts mais est encore fonctionnel pour presque toutes les lignes

### Le bus
- 1925 : la STDE double l'ensemble de son réseau de tramways par des bus

- septembre 1939 : l’armée allemande réquisitionne 17 bus, ce qui entraînera une réduction du service
- 12 mai 1940 : à la suite de bombardements, le trafic est totalement interrompu, beaucoup de tramways sont détruits ou très endommagés
- 9 janvier 1941 : sur ordre des autorités d’occupation, la ligne gare de Dunkerque-place Turenne est remise en service
- 1945 : le réseau de tramways est une nouvelle fois complètement détruit
- 1946 : 3 bus ayant échappé aux Allemands permettent de remettre en place le service
- 30 novembre 1952 : Le tramway rentre définitivement au dépôt, il desservait encore sur la seule ligne encore intacte depuis la Seconde Guerre mondiale, la ligne Dunkerque - Malo-les-Bains
- 1er juillet 1972 : le syndicat mixte des transports publics de la communauté urbaine de Dunkerque (CUD) est créé, il a pour but de prendre en charge l’ensemble du transport en commun dunkerquois qui était exploité, jusque-là, par plusieurs entreprises privées
- 1976 : de nombreux changements :
  - mise en service de plusieurs lignes nouvelles
  - prolongement de certains itinéraires
  - amélioration des fréquences
- 1976-1978 : mise en service de 25 nouveaux bus Renault PR 100
- 1981 : création de l'agence de commerce, place de la Gare
- septembre 1982 : premiers bus articulés PR 180

- avril 1992 : la STDE intègre la CGEA, filiale du futur groupe Véolia Environnement
- 1994 : mise en place des Taxibus de nuit
- 1995 : la ligne Étoile est créée, elle est destinée aux personnes à mobilité réduite (elle dessert les hôpitaux, les maisons de retraite…)
- janvier 1998 : le SMTP est dissous, la communauté urbaine de Dunkerque devient seule l’autorité organisatrice des transports sur Dunkerque

### Les bus au GNV

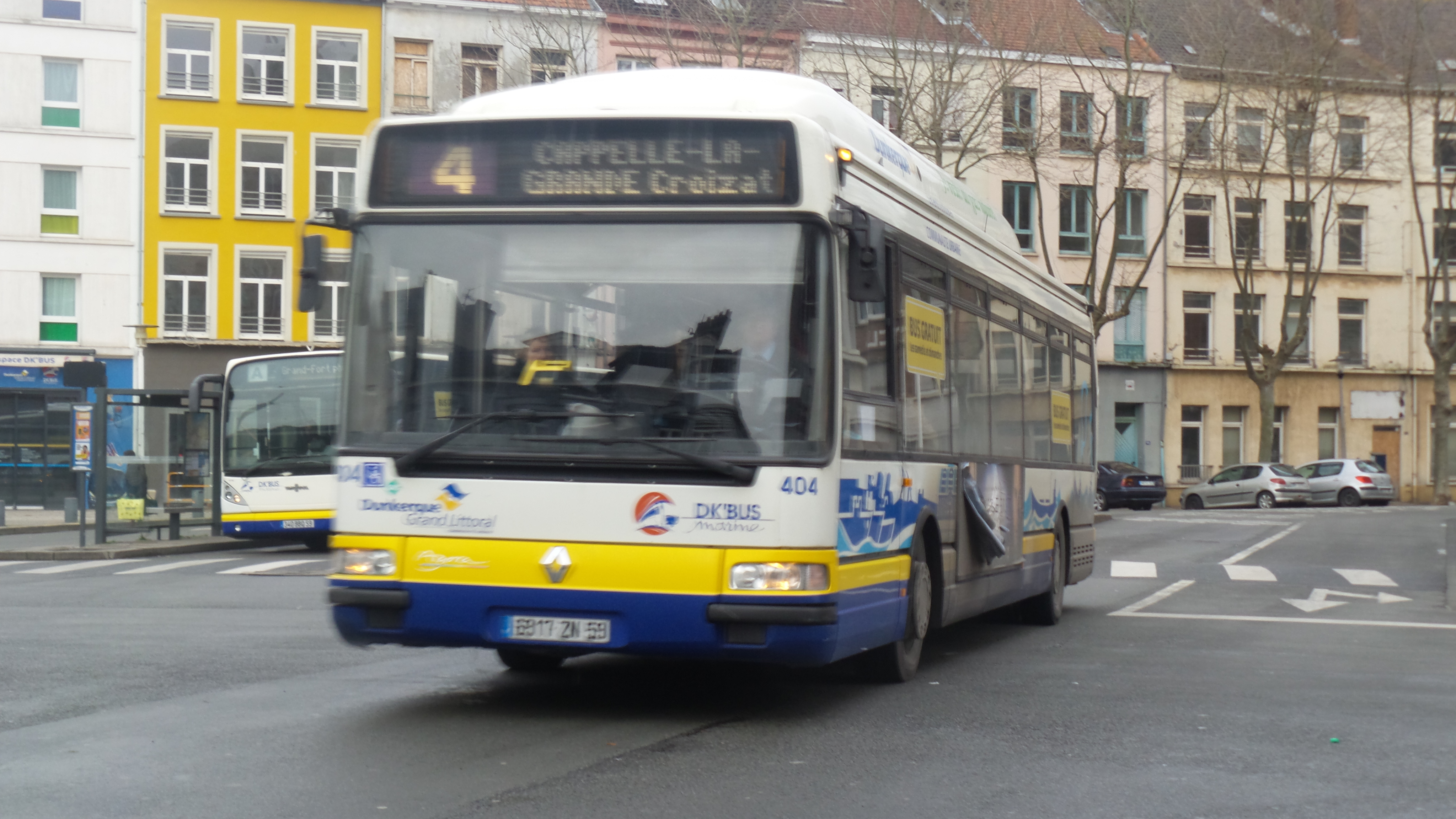
Renault Agora S GNV n°404 sur la ligne 4 direction Cappelle-la-Grande Croizat quittant l'arrêt Gare le 24 décembre 2016

Le GNV est le gaz naturel pour véhicule, la « bosse blanche » au-dessus des bus est le réservoir de GNV.
Le 3 septembre 1999, 14 bus au GNV sont livrés. Ce sont des Renault Agora.
Plus tard, en juillet 2001, ce sont 10 autobus du même modèle qui seront de nouveaux livrés. 
En novembre 2011, des étiquettes GNV sont apposées sur les Agora et les Mercedes au gaz

### Modernisation, agrandissement

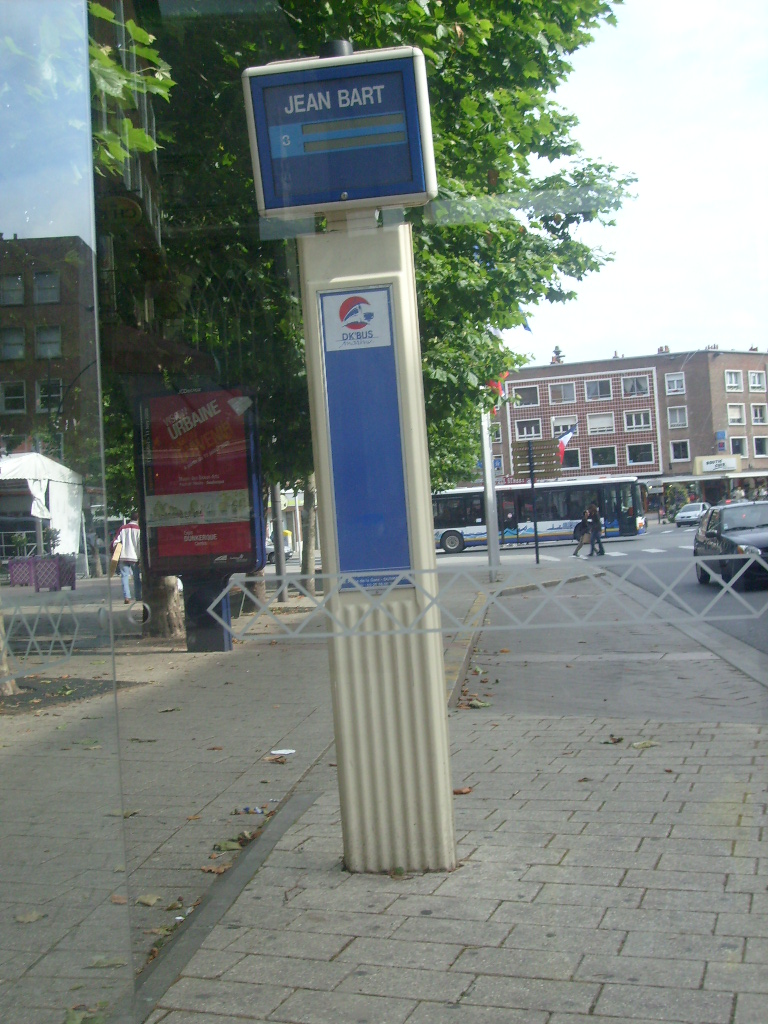
Ancienne borne SAEIV

En janvier 2000, les 35 heures sont mises en place dans l'entreprise ainsi que l'installation progressive de 10 bornes SAEIV (Système d'Aide à l'Exploitation et à l'Information Voyageurs) qui permettent aux voyageurs de connaître en temps réel le temps d'attente aux arrêts. Toujours en janvier 2000, les bus vont jusqu'à Adinkerque en Belgique par le biais des lignes 2 et 3 sous les indices 2B (lundi au samedi sauf jours fériés) et 3B (dimanches et jours fériés). 

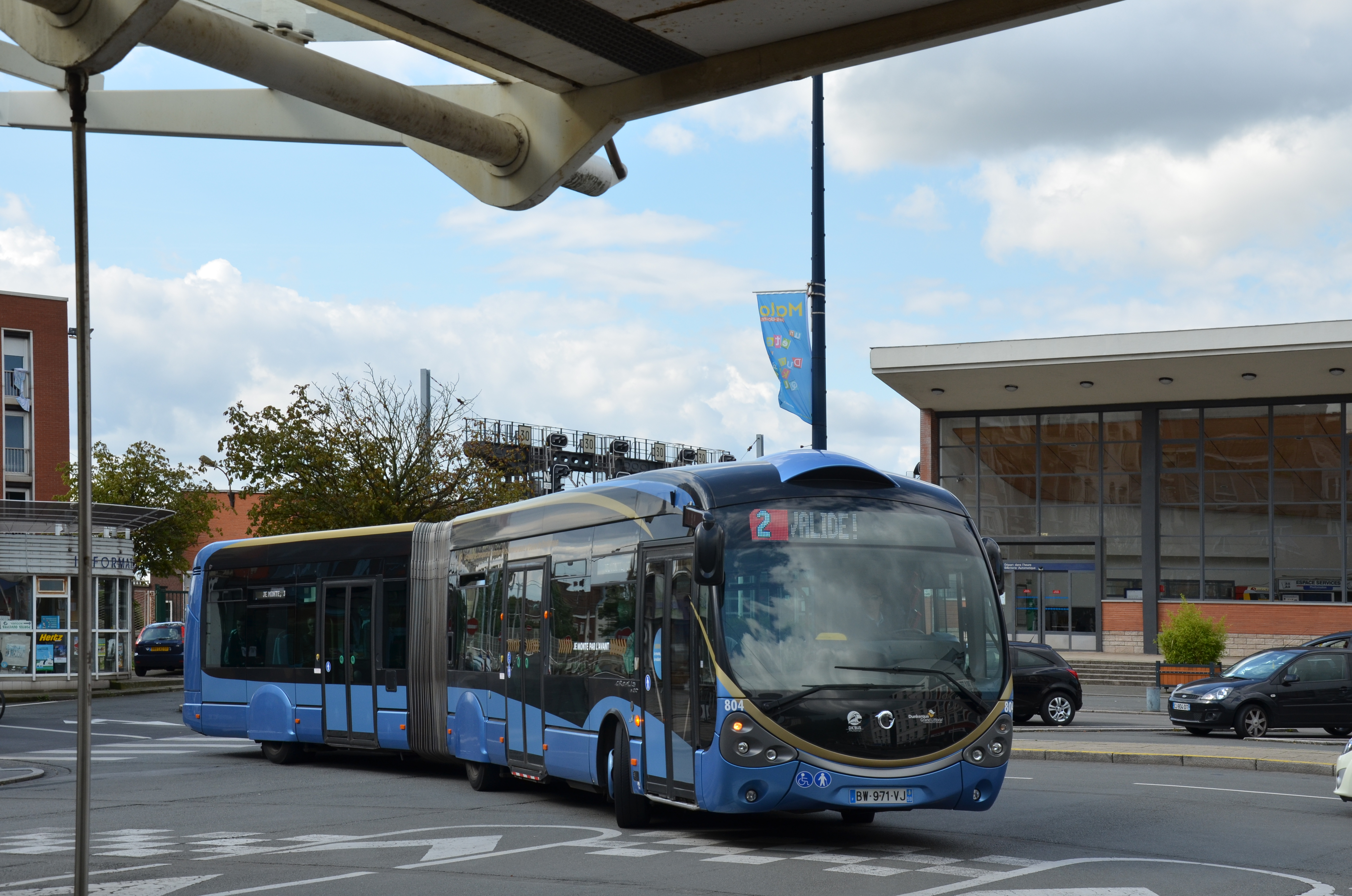
Irisbus Crealis Neo 18 du réseau DK'Bus, en service depuis 2010.

En 2001, au mois d'août, 8 bus sont équipés de caméras et le SAEIV est mis en place dans les bus de la ligne A. En septembre, le réseau reçoit 10 nouveaux bus fonctionnant au GNV.
Au mois de juin de l'année 2002, la navette gratuite sur la digue de mer à Malo-les-Bains est mise en place. En septembre de la même année la STDE fête ses 100 ans.
En 2003, la vidéosurveillance est installée progressivement dans les bus. En janvier, le service TaxiBus est étendu à l'ensemble des communes de la communauté urbaine de Dunkerque (CUD) et 5 nouveaux bus fonctionnant aux GNV sont mis en service, et 5 autres en février.
En 2004, 6 nouveaux bus articulés et 5 nouveaux bus standards roulant au GNV sont mis en service et l'installation de bornes SAEIV se poursuit sur le périmètre communautaire.
De décembre 2006 à janvier 2007, 8 Irisbus Citelis 12 fonctionnant au gasoil sont mis en service.
En 2009, des écrans sont progressivement installés dans les bus. Ces écrans, disposés par deux, permette pour l'un de connaître la position actuelle du bus sur la ligne grâce à une carte interactive ainsi que les prochains arrêts. L'autre écran permet de diffuser la chaîne DK'Bus TV qui sera par la suite remplacé par la diffusion d'informations pratiques sur le réseau (déviations, opérations commerciales...). Les écrans sont accompagnés d'un lecteur vocal indiquant au passage d'un arrêt son nom et l'arrêt suivant.
En 2010, des nouveaux véhicules sont mis en service. Il s'agit d'Irisbus Crealis Neo, 5 standards et 6 articulés. La mise en service des Crealis Neo se poursuit en 2011 avec 4 standards et 4 articulés.
En 2012, la STDE fête ses 110 ans. 
La même année, 3 Crealis Neo 12 et 3 Crealis Neo 18 sont mis en service. Pendant le mois de mars un Citelis 18 Hybrid est testé.
En 2014, la nouvelle billetique est instaurée avec la carte Pass Pass.
En septembre 2015, le réseau devient gratuit le week-end et a un nouveau directeur: Laurent Mahieu.

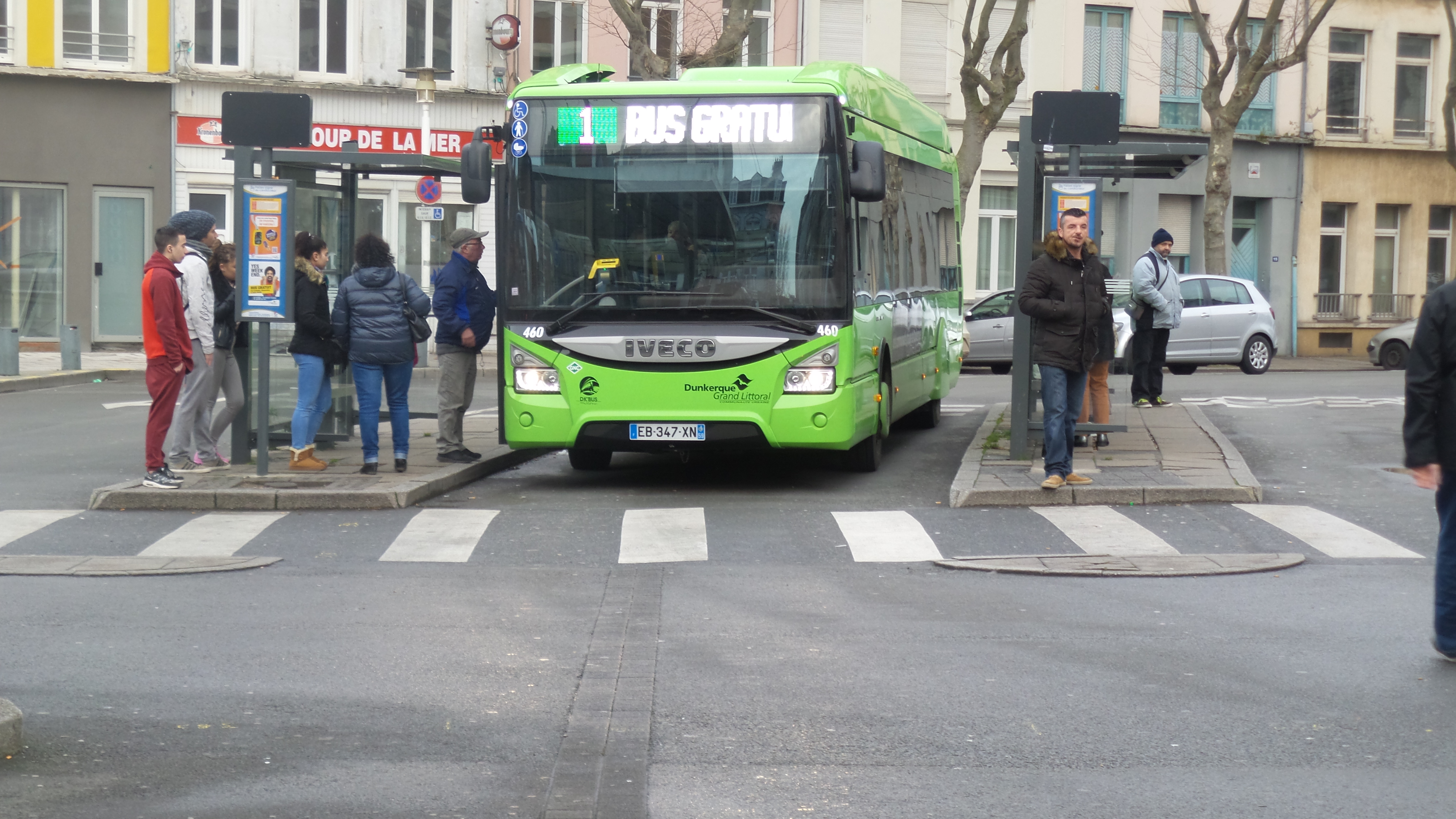
Iveco Bus Urbanway 12 GNV n°460 sur la ligne 1 direction Grande-Synthe Russel à l'arrêt Gare le 24 décembre 2016

En juillet 2016, le réseau est gratuit durant les jours fériés en plus des week-ends. En septembre 2016, de nouvelles bornes SAEIV sont installées. Elles remplacent les anciennes bornes et permettent une meilleure qualité de l'affichage. Durant le mois de septembre de nouveaux véhicules sont mis en service. Il s'agit d'Urbanway fonctionnant au GNV au nombre de 11 standards et 3 articulés.
En octobre 2016, les travaux du projet Dk'Plus de mobilité débutent. Ce projet prévoit la création de 5 lignes BHNS qui seront mises en service en septembre 2018.
Pendant le début de l'année 2018, de nouveaux écrans sont installés dans les bus, accompagnés d'un nouveau système d'annonces vocales. Les véhicules sont aussi équipés d'un nouveau SAEIV. En juillet 2018 commence la mise en service de 24 Urbanway articulés et 6 Urbanway standards fonctionnant au GNV. Ils sont livrés sans billetique afin de préparer la mise en place du nouveau réseau gratuit. En septembre, le réseau change et devient gratuit tous les jours de la semaine. La billetique est ainsi retirée des bus équipés.
En mai 2019, 6 Urbanway articulés et 5 Urbanway standards GNV sont mis en service.
En janvier 2020, 2 Urbanway standards GNV sont mis en service.

## Réseau

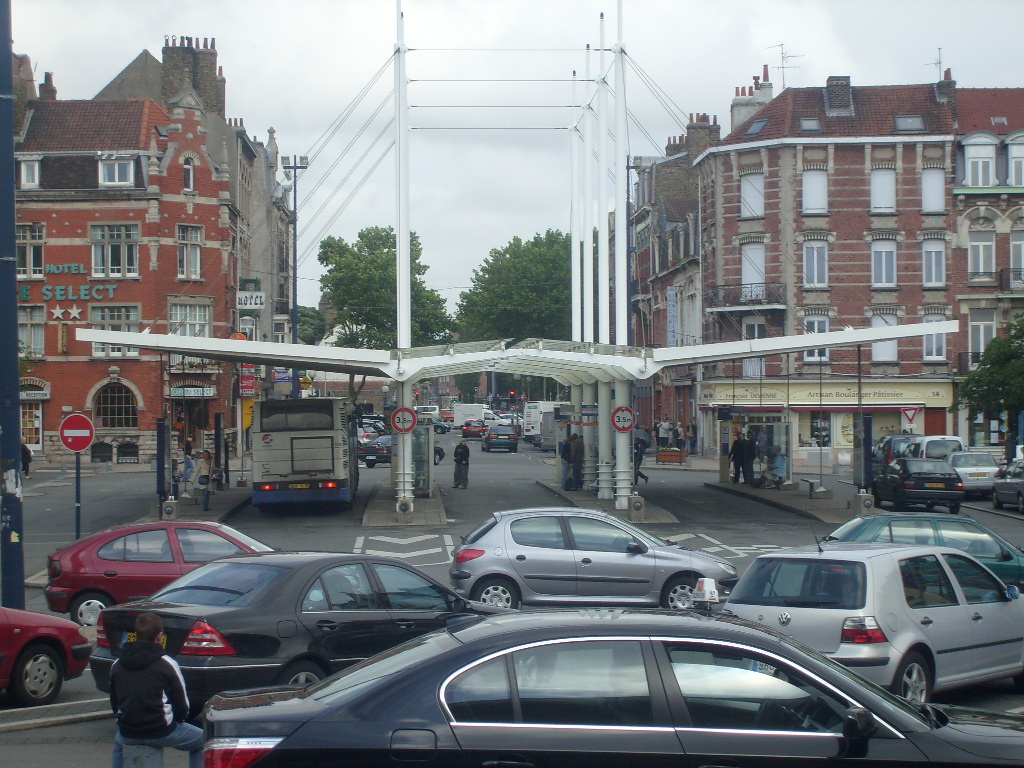
Intersection des 7 lignes à la Gare

Le service fonctionne de 5h00 à 13h00-14h00 pour le service du matin et l'après-midi, de 13h00-14h00 à 22h00. Les changements de conducteurs se font plus généralement en centre ville, notamment à la Gare de Dunkerque, là où toutes les lignes se croisent sauf la ligne 9, un groupe de conducteurs arrive avec un véhicule du dépôt, et prennent le relais. Il existe ceux qui font les renforts scolaires notamment en heure de pointe, ou lors de grand événements comme le Carnaval de Dunkerque où les bus peuvent circuler tard le soir (22h-00h) et tôt le matin (heure de service 4h-5h-6h).
Il y a en tout neuf lignes dont la plupart sont divisées en "branches". Sans oublier la ligne Étoile, le réseau Calicar, deux navettes et les lignes scolaires
Les lignes sont représentées par un chiffre blanc sur fond coloré (qui sont représentés ci-dessous), une lettre A ou B en indice à côté du chiffre représente une ligne secondaire (on ne parle pas de prolongement, certains arrêts de la ligne principale ne sont pas desservis par le bus de la ligne secondaire).

### Services spéciaux, ligne estivale, et les lignes de bals de carnaval
On peut noter qu'il y a des lignes qui circulent en période estivale de mai à fin septembre
- ligne « étoile de Mer » depuis 2002, une navette circulant sur toute la digue du secteur de la Licorne à Malo les Bains au centre de voile du grand large à Dunkerque, sur ce terminus, il y a un P+R, il circule sur une fréquence de 15 minutes entre 11h-22h, et exploité par des midibus de types Gruau Microbus, au-delà de 22h, il circule toutes les 30 min jusqu'à 1h30 du matin, il est très apprécié et utilisé, ce succès ne se dément pas avec une fréquentation de 45 000 voyageurs pour le mois de juillet et d'août 2007 malgré un temps mitigé, soit une moyenne de 15 personne par bus, Par rapport à 2006, la fréquentation a augmenté de 15 %. Cette ligne est gratuite.
- ligne 10 : exploitée par des standards et articulés selon la météo, circule sur une fréquence de 12 minutes, aussi, entre la plage (arrêt « piscine ») à la gare de Dunkerque, elle est en tronc commun avec la ligne 3 sur cette portion, pour la désengorger, souvent à saturation lors des journées de grosses chaleur, d'ailleurs sur ce tronc commun, les fréquences sont de 6 minutes entre la plage et la gare.
- Ligne estivale Dunkerque - La Panne, elle démarre de la gare de Dunkerque, et reprend le tracé de la ligne 2B, au-delà de la frontière, la ligne continue jusqu'à l'arrêt « Moeder Lambic », elle bifurque sur la gauche pour rattraper la plage de La Panne en longeant le « Kusttram ».

Les lignes de bus spéciaux, servent de renfort scolaire en heure de pointe, pour désengorger les lignes de bus existantes souvent les proies des lycéens et collégiens. Les lignes de bus pour desservir les lieux scolaires sont :
- Ligne 8 : Dunkerque > Lycée LP Auto à Grande Synthe zone industrielle
- Ligne 4 : Téteghem > Lycée Privée EPID

Les bus sont souvent utilisés lors de grand événement comme le Carnaval de Dunkerque, il y a un bus par heure et sur un circuit spécifique en desservant les arrêts les plus importants, le service commence à 22h, et se termine à 00h, pour reprendre à 4h, pour finir à 6h, les bus sont généralement des articulés, il est assez amusant de voir ces bus secoués et ballottés de chaque côté par l'ambiance carnavalesque dans le bus. Les lignes desservant chaque ville de l'agglomération et du périmètre communautaire. Ce système a vu le jour sous l'impulsion des associations carnavalesques et de la CUD, lorsqu'une fille âgée de 18 ans trouva la mort dans un accident de voiture lors d'un retour d'un bal de carnaval en 2005, malheureusement, cet accident ne fut pas le premier, quelques accidents ayant eu lieu auparavant, depuis 2006, année du lancement, le succès est au rendez-vous. Le coût du ticket carnaval est de 2 €.

### Projets
En 2012, la CUD étudie 2 pistes pour améliorer les transports en commun dans l'agglomération, les résultats de l'étude seront connu pour le 2e semestre 2012, avec un vote probable fin 2012, pour pouvoir lancer les travaux fin 2013 pour ne pas perdre la subvention du grenelle de l'environnement (9M€) alloué aux projets de TCSP des villes de France
- Ligne BHNS

Le CUD prévoit la mise en service d'une ligne à haut niveau de service en site propre:
- la 1re phase va de Grande-Synthe à Dunkerque, place de la Victoire,
- en 2e phase filait vers l'est(terminus Avenue du large) à l'entrée de Leffrinckoucke

Cette ligne fera 12,8 km de long, le coût sera de 90M€ (environ 6-8M€/km) dont 9M€ d'aide de l'État pour subvention au titre du grenelle de l'environnement
La mise en service est prévue courant 2013-2014, les travaux doivent démarrer en 2012, menée par la société d'étude SYSTRA, le tracé sera connu prochainement
- Tramway

Dès l'an 2000, la CUD  mettait en œuvre l'élaboration du PDU, sur la réflexion, l'idée d'un transport collectif en site propre émergea sous la forme d'un tramway sur fer ou sur pneu à guidage optique, même si la première option avait la faveur des élus, sur la possibilité de le transformer en Tram-train vers la Belgique. Un dossier très sérieusement discuté et étudié, mais devenu un dossier brûlant et houleux au sein des élus de la CUD sur la nécessité d'un tel moyen de transport lourd, en plus les Dunkerquois ont donné leurs avis sur ce PDU, et ils étaient plus favorables à l'amélioration des fréquences de bus, de développer le réseau, et que le tramway devrait voir le jour, mais pas dans l'immédiat jugeant que les bus ne sont pas encore à la limite de la saturation, comme la ville n'était pas encore asphyxiée par l'engorgement des voitures. Dès lors, la CUD abandonna l'idée de ce TCSP, tout en réservant la voirie étudiée dans l'éventualité que le dossier ressorte des cartons.
Ce projet ressort en 2011, avec le projet Ecotram, mais abandonné au profit d'une ligne de BHNS, cité plus haut. En 2012, revirement de situation au sein de la CUD, l'étude sur un tramway à voie métrique et économique (8 à 10M€/km soit un peu plus cher que le BHNS) est réetudié, la réponse définitive sera connue en fin d'année 2012, ceprojet est présenté par alain Morin, de la société STADLER avec son projet Ecotango (tram économique),

#### Projet de TCSP et de transport
Le dossier a été voté le jeudi 19 octobre 2013 à l'unanimité au sein de la CUD, le projet prévoit :
- Une amélioration de l'offre TER entre Dunkerque et Gravelines, pour permettre une liaison rapide entre ces villes, avec des arrêts intermédiaire au sein des gares de Bourbourg, Loon Plage et Grande-Synthe
- Création d'un tram-train ou d'un tramway métrique entre De Panne et Dunkerque centre, en ré utilisant l'ancienne voie ferrée, il desservira la gare de Leffrinckoucke, Zuydcoote, Bray Dunes
- Création d'une ligne de TCSP, le choix du mode sera connu plus tard, il y a deux options, le tramway métrique, ou le BHNS sur un axe de Grande Synthe à Leffrinckoucke
- Création de 3 pôle de correspondance d'importance : Malo Terminus, Puythouck et la gare de Dunkerque
- Refonte du réseau de bus à la suite de la mise en place de ces projets

## ProjetDk'Plus de mobilité
Le projet Dk'Plus de Mobilité est le projet d'amélioration des transports en commun de la communauté urbaine de Dunkerque. Il prévoit  la création de 5 lignes fortes de type BHNS, la création de 3 grands pôles de correspondances ainsi que de nombreux aménagements sur les différentes communes de la communauté urbaine de Dunkerque. Ce nouveau réseau s'appuie sur 5 lignes fortes (A à E), de plusieurs lignes dites classiques (4 à 9) ainsi que de 4 lignes suburbaines (10 à 13).
Ce réseau s'organisera autour de 3 grands pôles de correspondances : Gare, C.Cial. Puythouck et Fort des Dunes.
L'aménagement majeur de ce projet est la transformation de la RD 601 dite « pénétrante », qui est une 2 x 2 voies limitée à 90 km/h qui sépare Saint-Pol-sur-Mer et Petite-Synthe.
Les bus bénéficieront de la priorité aux carrefours grâce à des aménagements sur la voirie (voie d'approche réservée) mais aussi à la priorité aux feux grâce à une télécommande. Certains ronds-points seront "percés" afin que les bus puissent les traverser sans subir les aléas de la circulation.

### Les principaux aménagements[8]

#### La "pénétrante"
La "pénétrante" ou RD 601 est une 2 x 2 voies limitée à 90 km/h qui sépare la commune de Saint-Pol-sur-Mer et le quartier de Petite-Synthe. Cette voie rapide représente l'aménagement "tout voiture" caractéristique des années 1970. Au centre de la RD 601 se trouve l'ancien canal de Mardyck.
Le projet prévoit de démonter les 4 voies de circulation actuelles pour les remplacer par, dans l'ordre du nord au sud: 2 voies de circulation limitée à 50 km/h, une voie verte aménagée le long de l'ancien canal de Mardyck renaturalisée, 2 voies réservées aux bus. Les 2 côtés de la pénétrante seront reliés, en plus des 3 ponts existants (Trystram, Berteaux et Ghesquière) par des passerelles réservées aux piétons implantées à intervalle régulier. Quatre stations de bus seront construites (Concorde, Pont Ghesquière, Pont Berteaux et Pont Trystram) toutes desservies par la ligne  ainsi que par la ligne  qui desservira la station Pont Trystram à l'aide d'une rampe reliant l'avenue de Petite-Synthe à la voie bus. Sous le pont trystram, les voies bus et voitures se croiseront afin que le bus puissent rejoindre la gare.
À l'ouest de la "pénétrante" se trouve le rond-point du Kruysbellaert. Ce rond-point sera percé en son centre afin que les bus puissent le traverser. Le rond-point sera équipé de feux au niveau de la traversée afin de laisser la priorité aux bus.
À l'est, côté gare, la pénétrante est séparée en deux par le croisement du canal de Bourbourg et du canal de Furnes: le sens est-ouest au nord et le sens ouest-est au sud. Les voies nord seront réservées aux bus et les voies sud aux voitures.

#### La rue de la République à Saint-Pol-sur-Mer
La rue de la République se situe à Saint-Pol-sur-Mer. Cette rue traverse la commune d'est en ouest. Certaines portions de cette rue sont très étroites. Cela concerne la chaussée, dont la largeur ne permet pas aux bus de se croiser, mais aussi les trottoirs, dont la largeur est insuffisante pour le confort et la sécurité des piétons. Les aménagements d’alternats de circulation permettront de redonner de la place aux piétons tout en assurant la circulation des voitures de et vers Saint-Pol-sur-Mer et d’une ligne structurante de transport pour cette zone urbaine dense, dans laquelle les habitants sont très utilisateurs des bus. Des voies bus seront aménagées dans le secteur Trystram et dans le secteur Mairie pour compléter l’aménagement déjà existant.

#### Le centre-ville de Dunkerque
Le centre-ville de Dunkerque sera lui aussi aménagé. La rue Clemenceau qui relie la mairie de Dunkerque à la place Jean Bart sera piétonnisée.

#### La gare de Dunkerque
La gare routière sera déplacée à l'emplacement actuel du parking qui sera lui-même déplacé au nord. La place de la Gare sera piétonnisée.

### Les pôles de correspondances
Il y aura 3 pôles de correspondances importants : Gare à Dunkerque, C.Cial. Puythouck à Grande-Synthe et Fort des Dunes à Leffrinckoucke.

#### Le pôleGare
Le pôle Gare sera situé à l'actuel emplacement du parking de la gare de Dunkerque. Il sera composé de 3 longs quais dont un central. Ces quais permettront d'accueillir simultanément 3 bus. La place de la gare, elle sera rénovée et piétonnisée afin qu'elle joue son rôle d'accueil, contrairement à aujourd'hui où elle accueille une gare routière.
Il sera desservi par les lignes:         et 

#### Le pôleC.Cial. Puythouck
Le pôle C.Cial. Puythouck sera situé à Grande-Synthe, à l'emplacement de l'actuel arrêt du même nom. Il sera accolé au parking du centre commercial. Il sera constitué d'un long quai central comprenant 5 positions d'arrêts de chaque côté.
Il sera desservi par les lignes : 

#### Le pôleFort des Dunes
Le pôle Fort des Dunes sera situé à Leffrinckoucke, à proximité de l'actuel arrêt Premier Mai. Il sera composé d'un quai comportant 3 positions d'arrêt en redents. Un parking d'environ 75 places sera créé derrière le pôle.
Il sera desservi par les lignes : 

## Chiffres-clés
| Lignes exploitées (15)                |                                 |                |
| 6 lignes Chrono                       | C1 C2 C3 C4 C5 C6               | Tous les jours |
| 4 lignes directes                     | 15 16 18 19                     | Tous les jours |
| 2 lignes de connexion                 | 21 24                           | Tous les jours |
| 3 services de transports à la demande | Taxibus de nuit Handibus Étoile | Tous les jours |
| Agglomération                         |                                 |                |
| 19 communes desservies                | plus de 600 points d'arrêts     |                |
| Équipe                                |                                 |                |
| 410 salariés                          | 345 conducteurs-receveurs       | 8 contrôleurs  |
| 35 maitrises                          | 5 cadres                        | 6 apprentis    |
| 21 mécaniciens                        | 11 commerciaux                  |                |

## Poste de commande centralisé
Le Poste de commande centralisé (PCC) a été mis en place en fin d'année 2007, il fonctionne de 4h30 à 22h30, soit du premier bus au dernier bus. Il s'occupe de gérer le réseau afin de permettre une exploitation plus souple : retards, incidents, etc.

## État de parc et affectations
Voici l'état de parc des véhicules exploités par la STDE au 4 août 2023.
| Bus et quantité                   | Dates de livraison    | Affectations            | Numéros              |
| --------------------------------- | --------------------- | ----------------------- | -------------------- |
| Standards (45)                    |                       |                         |                      |
| 4 Irisbus Agora S GNV             | 09/09/2004            | C5 C6 15 18 21 S        | 435-438              |
| 7 Irisbus Crealis Neo 12          | 25/10/2011-21/12/2012 | C5 C6 15 18 21 S        | 506-512              |
| 34 Iveco Bus Urbanway 12 GNV BHNS | 02/05/2016-02/2022    | C5 C6 15 18 21 N1 N2 S  | 451-484              |
| Articulés (66)                    |                       |                         |                      |
| 10 Irisbus Crealis Neo 18         | 18/05/2010-21/12/2012 | C1 C2 C3 C4 S           | 801-810              |
| 2 Irisbus Crealis Neo 18 GNV      | 16/05/2010            | C1 C2 C3 C4 S           | 851, 853             |
| 55 Iveco Bus Urbanway 18 GNV BHNS | 09/05/2016-10/2023    | C1 C2 C3 C4 N1 N2 S     | 750-797 et 900-906   |
| Midibus (3)                       |                       |                         |                      |
| 3 BYD K7 eBus                     | 02/2019               | 16                      | 310-312              |
| Minibus (19)                      |                       |                         |                      |
| 1 Peugeot Boxer                   | 04/2004               | Véhicule de réserve     | 65                   |
| 7 Fiat Ducato                     | 26/06/2012-04/12/2014 | 16 19 21 24 Étoile      | 67-71 et 74-75       |
| 7 Mercedes-Benz Sprinter City     | 12/2011-02/2020       | 16 19 21 24 Étoile      | 171, 174-179         |
| 3 Indcar Mobi City GNV            | 02/2022               | 16 19 24                | 201-203              |
| Autres véhicules (5)              |                       |                         |                      |
| 5 Renault Master                  | 13/06/2005-03/2021    | Handibus et Conducteurs | 43, 48-49 et 160-161 |